# Kołosy (obwód grodzieński)
Kołosy (biał. Каласы, Kałasy, ros. Колосы, Kołosy) – wieś na Białorusi, w obwodzie grodzieńskim, w rejonie brzostowickim, w sielsowiecie Pograniczny. Położona jest 53 km na wschód od Białegostoku, 3 km od granicy polsko-białoruskiej, na zachodnim brzegu rzeki Świsłoczy, w oficjalnej strefie przygranicznej Białorusi. Na południe od wsi przebiega granica administracyjna pomiędzy rejonami brzostowickim i świsłockim.

## Historia
W czasach zaborów wieś i dobra w granicach Imperium Rosyjskiego, w guberni grodzieńskiej, w powiecie wołkowyskim, w gminie Świsłocz. W 1902 roku wieś miała powierzchnię 76 dziesięcin (ok. 83 ha), dobra zaś były własnością Butkiewiczów i razem z folwarkami Laski i Woronki miały powierzchnię 880 dziesięcin (ok. 961,4 ha). Od 1919 roku w granicach II Rzeczypospolitej. 7 czerwca 1919 roku, wraz z całym powiatem wołkowyskim, weszła w skład okręgu brzeskiego Zarządu Cywilnego Ziem Wschodnich – tymczasowej polskiej struktury administracyjnej. Latem 1920 roku zajęta przez bolszewików, następnie odzyskana przez Polskę. 20 grudnia 1920 roku włączona wraz z powiatem do okręgu nowogródzkiego. Od 19 lutego 1921 roku w województwie białostockim, w powiecie wołkowyskim, w gminie Świsłocz. W 1921 roku miejscowość miała status wsi. Było w niej 55 domów mieszkalnych, w tym 16 niezamieszkanych.
W wyniku napaści ZSRR na Polskę we wrześniu 1939 roku miejscowość znalazła się pod okupacją radziecką. 2 listopada została włączona do Białoruskiej SRR. 4 grudnia 1939 roku włączona do nowo utworzonego obwodu białostockiego. Od czerwca 1941 roku pod okupacją niemiecką. 22 lipca 1941 roku włączona w skład okręgu białostockiego III Rzeszy. W 1944 roku ponownie zajęta przez wojska radzieckie i włączona do obwodu grodzieńskiego Białoruskiej SRR. Od 1991 roku w składzie niepodległej Białorusi.

## Demografia
Według spisu powszechnego z 1921 roku wieś zamieszkana była przez 219 osób, w tym 199 Polaków i 20 Białorusinów. Prawosławie wyznawało 212 mieszkańców, katolicyzm – 7.